# Arianasee
Der Arianasee (bulgarisch езеро Ариана/Esero Ariana) ist ein künstlich angelegter See im Zentrum der bulgarischen Hauptstadt Sofia. Der See, wegen seiner Größe eher als Teich oder Bootsteich zu bezeichnen, war und ist ein Treffpunkt für Generationen von Einwohnern der Stadt.
Der See ist ca. 175 m lang und 75 m breit, hat eine Fläche von 8900 m², ist 1,20 m tief und befindet sich im Stadtzentrum, im nordwestlichen Teil des Parks Borisowa Gradina, an der Kreuzung des Boulevards Christo und Ewlogi Georgiewi (bulg. Христо и Евлоги Георгиеви) und Zarigradsko schose (bulg. Цариградско шосе), bei der Adlerbrücke. In der Nähe befindet sich auch das bulgarische Nationalstadion Wasil Lewski.

## Baugeschichte

Der Arianasee im Borisowa gradina, mit der Insel links im Bild und einer kleinen Steinbrücke, die zur Insel führt

Der Arianasee wurde im späten 19. Jahrhundert gebaut. Baubeginn war 1879, endgültig fertiggestellt wurde er 1904 durch Ing. Markow. Der Bau stand unter der Patronage von Dimitar Petkow – von 1888 bis 1893 Bürgermeister von Sofia, danach Ministerpräsident von Bulgarien. Seitdem ist der See ein beliebtes Ausflugsziel der Sofioter Bevölkerung. Anfangs war der See kleiner und tiefer als heute. Weil der Teich versumpfte, rekonstruierte und verkleidete der Leiter der Borisowa Gradina Daniel Neff 1898 den See. Dabei wurde er vergrößert und bekam eine Insel, die über eine kleine, weiße, steinerne Gewölbebrücke (1904 gebaut) mit dem Ufer verbunden wurde. Bekam der See sein Wasser anfangs vom Fluss Perlowska reka nebenan, wurde er in späteren Jahren mit Leitungswasser aufgefüllt.
Anfangs hatte der See noch keinen Namen, man nannte ihn einfach "den See im Borisowa gradina" (bulg. "езерото във Борисовата градина"). Erst nach 1889 kam der Name Arianasee auf. Auf der kleinen Insel im See lag das Restaurant "Ariana" (bis Anfang der 1970er Jahre), dessen Namen sich auf den See übertrug.
In der Mitte des 20. Jahrhunderts wurde ein Casino auf einer kleinen Insel im See gebaut. 1972 wurden "singende Fontänen" im See gebaut, mit bunter Beleuchtung und Musikbegleitung.
1984 wurde das Wasser wegen anstehender Reparaturarbeiten aus dem See gepumpt, die dann allerdings nicht begannen, so wurde der See für zwei Jahrzehnte stillgelegt. Die Renovierung des Sees und seiner Umgebung wurde wegen Geldmangel erst 2006 in Angriff genommen und 2007 abgeschlossen. Im September 2007 wurde der See wieder mit Wasser gefüllt. Es dauerte 10 Tage, um den See mit Wasser aus einem nahegelegenen Brunnen zu füllen. Am 11. April 2008 wurde der See dann von Bürgermeister Bojko Borissow feierlich wiedereröffnet.
Bürgermeister Borissow hatte 2006 mit der Privatfirma Profuds (bulg. Профудс) einen Fünfjahresvertrag zur Nutzung des Sees und seiner Umgebung (hauptsächlich gastronomische Einrichtungen) geschlossen. Da dieser Vertrag ohne Ausschreibung vergeben wurde, wurde er stark kritisiert. Borissow rechtfertigte sich damit, dass keine andere Firma bereit war, 3 Mio. Lewa in die Rekonstruktion des Sees zu investieren. Nach anderen Quellen war der bulgarische Mobilfunkbetreiber Globul (bul. Глобул) der Hauptsponsor für die Renovierung des Sees.
Der See verfügt über Tretboote und Ruderboote. Im Winter wird auf dem See eine 1200 m² große Schlittschuhbahn eingerichtet. Die Benutzung der Bahn war für fast 100 Jahre kostenlos, jetzt wird jedoch Eintritt genommen. Die ursprüngliche Wassertiefe des Sees war 1,80, nach zwei Unfällen auf der Wintereisbahn wurde die Wassertiefe jedoch auf 1,20 m gesenkt. Für die Wintereisbahn wird das Wasser des Sees fast abgelassen. Auf der einen Seite ist Platz zum Schlittschuhlaufen und auf der anderen Seite des Sees werden Schneerampen für Snowboardfahrer eingerichtet.
Die Brauerei "Sofia Bier" (bulg. "Софийско пиво"/Sofijako piwo) führte 1995 die Biermarke Ariana (bulg. Ариана) ein. Das gleichnamige Brauhaus befand sich ein paar hundert Meter entfernt in nördlicher Richtung, in der San-Stefano-Straße, gegenüber dem Gebäude des Bulgarischen Fernsehens, ehe sie im Jahr 2004 abgerissen wurde. Ursprünglich gegründet wurde diese Brauerei 1884 von den tschechischen Brüdern Jiří Prošek und Theodor Prošek. Die Biermarke Ariana existiert weiter, wird jetzt aber in Stara Sagora, in der zum Heineken-Konzern gehörenden Brauerei Sagorka gebraut.
Neben dem Bootsverleih gab es früher auf dem See noch eine kleine Sportbasis für Rudern. Diese wurde aber später nach dem Bau des Stausees Pantscharewo (südöstlich von Sofia) dorthin verlegt.